# Grøn-el
Grøn-El (Alnus viridis) er en løvfældende busk med en opstigende, åben vækst. 
Barken er først rødviolet på lyssiden og olivengrøn på skyggesiden. De unge skud er samtidig noget sammentrykte og kantede. Senere bliver barken gråbrun med lyse korkporer. Gamle grene kan få grå og svagt furet bark. 
Knopperne er spredte, udspærrede, næsten hårløse, spidse og brune. Knopskællene kan være lidt klæbrige, men knopperne er næsten overalt ustilkede. Bladene ligner birkeblade: de er ægformede med savtakket rand og ganske kort spids. Oversiden er friskt grøn, mens undersiden er noget lysere, men dog stadig rent grøn. 
Rakler med hanblomster overvintrer frit fremme, mens de hunlige rakler først kan ses fra om foråret. Blomstringen finder sted i marts-april. De modne hunrakler, "ellekoglerne", er spinkle, spidse og grålige. Frøene modner godt og spirer villigt.
Rodnettet består af fint og øverligt forgrenede hoved- og siderødder. Som alle El kan også denne busk forsyne sig med kvælstof ved hjælp af aktinomyceter (Frankia sp.), som den huser i knolde på rødderne. 
Højde x bredde og årlig tilvækst: 3 × 5 m (30 × 40 cm/år). Disse mål kan fx anvendes, når arten udplantes.

## Voksested
Grøn-El er pionerplante på kalkbund i Mellemeuropas bjerge. Der danner den skovgrænsen op mod bjergtoppene sammen med bl.a. Aksel-Røn, Alm. Bærmispel, Alpe-Røn, Bjerg-Fyr, Cembra-Fyr, Europæisk Lærk og Fjeld-Ribs.
Grøn-El er lyskrævende og tåler vind. Den trives på alle jordtyper med undtagelse af fugtig morrbund.

## Anvendelse
Grøn-El tåler frost og kan anvendes som hjælpeart (ammetræ) i både læ- og vildtplantninger. Grøn-el kan skæres ned, når andre træer og buske vokser til. Den sætter hurtigt mange stødskud og forsvinder først, når resten af plantningen overskygger den helt.

## Varieteter
- Alnus viridis findes i varieteterne:
  - crispa (Amerikansk Grøn-El, Bjerg-El)
  - fruticosa (Sibirisk El)
  - maximowiczii
  - sinuata (Bjerg-El, Sitka-El)
  - suaveolens
  - viridis (Europæisk Grøn-El)